# Rayjacksonia
Rayjacksonia es un género de plantas con flores perteneciente a la familia  Asteraceae. Comprende 4 especies descritas y solo 3 aceptadas.

## Taxonomía
El género fue descrito por R.L.Hartm. & M.A.Lane y publicado en American Journal of Botany 83(3): 368–369. 1996.

## Especies seleccionadas
A continuación se brinda un listado de las especies del género Rayjacksonia aceptadas hasta junio de 2012, ordenadas alfabéticamente. Para cada una se indica el nombre binomial seguido del autor, abreviado según las convenciones y usos.
- Rayjacksonia annua (Rydb.) R.L.Hartm. & M.A.Lane
- Rayjacksonia aurea (A.Gray) R.L.Hartm. & M.A.Lane
- Rayjacksonia phyllocephala (DC.) R.L.Hartm. & M.A.Lane